# Муратори (Империја)
Муратори је насеље у Италији у округу Империја, региону Лигурија.
Према процени из 2011. у насељу је живело 67 становника. Насеље се налази на надморској висини од 111 м.